# アジズ・アンサリ
アジズ・アンサリ（Aziz Ansari, 1983年2月23日 - ）は、アメリカ合衆国の俳優、コメディアンである。

## 来歴
1983年にサウスカロライナ州のコロンビアに生まれる。両親はインドのタミル・ナードゥ州からの移民だった。両親とも医学分野で働いており、父親は消化器学士だった。同州のベネッツヴィルで育ち、高校卒業後はニューヨーク大学へ進学してマーケティングを専攻。ニューヨークにある劇場でスタンダップコメディアンとしてキャリアをスタート。コメディアンとして徐々に人気を博していき、2006年にHBOが主催したコメディ・フェスティバルにおいて賞を授与されている。後にロブ・ヒューベルらと組み、短編映画製作やコメディアンとしての活動を本格化させ、NBCのコメディドラマ『Parks and Recreation』へ出演。この作品で人気が高まり、2009年にブレイクスルーした俳優として注目された。その人気から2010年にMTVムービー・アワード2010の司会に抜擢された。翌2011年には、同賞の授賞式においてプレゼンターとして登壇した。
その後もテレビドラマやシットコムなどへ出演して人気を不動のものとする。後にコメディ映画のプロデューサーとして知られるジャド・アパトーと知り合い、アダム・サンドラー、セス・ローゲンなどと共演。映画では小さい役ながらも、その存在感を発揮。2011年にはジェシー・アイゼンバーグと共に『ピザボーイ 史上最凶のご注文』へ主演して、俳優としての地位を確立した。スタンダップ・コメディアンとしての活動においても、全米ツアーを行うなど幅広い分野で活躍している。2011年にはジェイ・Zとカニエ・ウェストがコラボした楽曲『Otis』のミュージックビデオにも本人役で出演している。
2015年、雑誌「フォーブス」で「2014年6月1日から2015年6月1日までに最も稼いだコメディアンのランキング」で第6位（約950万ドル）を獲得。

### 来日
2018年にアメリカ国内でレストラン・チェーン『モモフク』を展開するシェフで実業家のデイヴィッド・チャンが出演するリアリティ番組『アグリー・デリシャス: 極上の食物語』では、チャンと共に東京を訪れている。さらに自身で脚本を執筆のため、東京に数か月滞在した経験もある。

## フィルモグラフィー

### 映画
| 年   | 邦題/原題                                                                     | 役名                   | 備考                 |
| ---- | ----------------------------------------------------------------------------- | ---------------------- | -------------------- |
| 2006 | 恋愛ルーキーズ School for Scoundrels                                          | クラスメイト           |                      |
| 2008 | ROCKER 40歳のロック☆デビュー The Rocker                                       | アジズ                 |                      |
| 2009 | 素敵な人生の終り方 Funny People                                               | ランディ・スプリングス |                      |
| 2009 | オブザーブ・アンド・レポート Observe and Report                               | サダム                 |                      |
| 2009 | 40男のバージンロード I Love You, Man                                          | ユージーン             |                      |
| 2010 | 伝説のロックスター再生計画! Get Him to the Greek                              | マッティ・ブリッグズ   |                      |
| 2011 | ピザボーイ 史上最凶のご注文 30 Minutes or Less                                | チェット               |                      |
| 2011 | 運命の元カレ What's Your Number?                                              | ジェイ                 |                      |
| 2012 | アイス・エイジ4/パイレーツ大冒険 Ice Age: Continental Drift                   | スクイント             | 声の出演             |
| 2013 | メアリーと秘密の王国 Epic                                                     | マブ                   | 声の出演             |
| 2013 | ディス・イズ・ジ・エンド 俺たちハリウッドスターの最凶最期の日 This Is the End | アジズ・アンサリ       |                      |
| 2014 | 僕達のヴァージン白書 Date and Switch                                          | マーカス               |                      |
| 2017 | The Problem with Apu                                                          | 本人                   | ドキュメンタリー映画 |
| 2022 | ボブズ・バーガーズ ザ・ムービー The Bob's Burgers Movie                       | ダリル                 | 声の出演             |
| 2025 | Good Fortune                                                                  | TBA                    | 兼監督・製作         |

### テレビドラマ
| 年        | 邦題/原題                          | 役名               | 備考                                                               |
| --------- | ---------------------------------- | ------------------ | ------------------------------------------------------------------ |
| 2009      | Scrubs〜恋のお騒がせ病棟 Scrubs    | エド・ハンダパーニ | 4 エピソード                                                       |
| 2015-2021 | マスター・オブ・ゼロ Mater of None | デフ               | メインキャスト（S1～2）、レギュラー（S3） 兼製作総指揮・脚本・監督 |

### スタンドアップ・コメディ
| 年   | 邦題/原題                                                                                           | 備考    |
| ---- | --------------------------------------------------------------------------------------------------- | ------- |
| 2013 | アジズ・アンサリ: 人生は生埋め地獄 Aziz Ansari: Buried Alive                                        | Netflix |
| 2015 | アジズ・アンサリ: マディソン・スクエア・ガーデン・ライブ Aziz Ansari: Live at Madison Square Garden | Netflix |
| 2019 | アジズ・アンサリの"今"をブッタ斬り Aziz Ansari: Right Now                                           | Netflix |
| 2022 | アジズ・アンサリのナイトクラブのコメディアン Aziz Ansari: Nightclub Comedian                        | Netflix |

### テレビ番組
| 年   | 邦題/原題                                         | 備考"   |
| ---- | ------------------------------------------------- | ------- |
| 2018 | アグリー・デリシャス: 極上の食物語 Ugly Delicious | Netflix |